# شهباز (شازند)
شهباز (بازنه) شهری در بخش قره کهریز شهرستان شازند استان مرکزی ایران است. این شهر در شرق شهر شازند در ۲۵ کیلومتری جنوب غربی اراک و در دامنه رشته کوه‌های زاگرس قرار دارد. این شهر در سال ۱۳۹۱ از به هم پیوستن بازنه و هفته تشکیل شد.

## جغرافیا
ناحیه صنعتی شهید بابایی شهباز (بازنه) در شمال این شهر واقع گردیده است.

### جمعیت
بر پایه سرشماری عمومی نفوس و مسکن در سال ۱۳۹۵ جمعیت این شهر ۷٬۵۳۶ نفر (۲٬۳۷۵ خانوار) بوده است.